# NGC 1511B
NGC 1511B (другие обозначения — ESO 55-6, FGCE 368, PGC 14279) — галактика в созвездии Южная Гидра.
Этот объект не входит в число перечисленных в оригинальной редакции «Нового общего каталога» и был добавлен позднее.
Галактика образует триплет с двумя соседними галактиками NGC 1511 (наиболее яркий член триплета) и NGC 1511A.